# Keith Richards
Keith Richards, angleški glasbenik, * 18. december 1943, Dartford.
Richards je kitarist skupine The Rolling Stones. Skupaj z Mickom Jaggerjem ter Brianom Jonesom sta v šestdesetih letih ustvarila skupino, ki je že več kot 40 let sinonim za rock'n'roll in je ena izmed redkih britanskih old school rock skupin, ki se še pojavlja na glasbenih odrih. Je eden izmed najnadarnejših glasbenikov v svojih vodah ter je napisal več kot 400 pesmi. V glasbenem svetu si je prislužil vzdevek the riff master saj je znan po prepoznavnih in njemu podobnih riffih oz. prijemov na kitari.

1. 1 2  Record #11860032X // Gemeinsame Normdatei — 2012—2016.
2. ↑  SNAC — 2010.